# آن کاترین برگر
آن کاترین برگر (انگلیسی: Ann-Katrin Berger؛ زادهٔ ۹ اکتبر ۱۹۹۰) بازیکن فوتبال اهل آلمان است.
از باشگاه‌هایی که در آن بازی کرده‌است می‌توان به باشگاه فوتبال ۱.اف‌اف‌سی توربین پوتسدام، باشگاه فوتبال زنان چلسی، باشگاه فوتبال پاری سن-ژرمن، و باشگاه فوتبال زنان پاری سن ژرمن اشاره کرد.
وی همچنین در تیم ملی فوتبال زنان آلمان بازی کرده‌است.